# Jindřich Chalupecký
Jindřich Chalupecký (12. února 1910 Praha – 19. června 1990 Praha) byl výtvarný a literární teoretik a kritik, esejista, historik umění a překladatel, manžel básnířky Jiřiny Haukové.

## Život

### 1910-1948
Otec Jindřicha Chalupeckého byl univerzitním profesorem očního lékařství a hluboce vzdělaným intelektuálem, mj. autorem knih Heinrich Heine a Hudba barev. Otec zemřel na infekční žloutenku když bylo Jindřichovi 8 let a matka se znovu provdala za asistenta prof. Chalupeckého, MUDr. Kamila Fialu. Ten působil též jako překladatel z angličtiny a francouzštiny a hudební a literární kritik časopisu Moderní revue. Chalupecký se zajímal o umění již během studia na gymnáziu v Křemencově ulici v Praze (1928). V letech 1928–1932 studoval na Filosofické fakultě UK pedagogiku, psychologii, literaturu, francouzštinu a dějiny umění. Navštěvoval přednášky Jana Mukařovského, ale nenalézal žádnou souvislost estetiky jako vědecké disciplíny se smyslem a místem umění v současném světě. Studia nedokončil a dal přednost sebevzdělávání a přímému kontaktu s umělci.
Debutoval v roce 1931 články v týdeníku Čin, přispíval do časopisů Světozor, Lumír, Blok, Přítomnost, Listy pro umění a kritiku. Byl učitelem a ředitelem obchodní školy, kde působil také malíř Zdenek Rykr. V předválečném Československu patřil k levicovým intelektuálům a kromě publikování v literárních časopisech a novinách působil jako teoretik Skupiny 42, která se začala formovat již ve 30. letech. Roku 1934 pobýval několik týdnů v Paříži, spřátelil se Františkem Grossem a Františkem Hudečkem, uvedl výstavu svého přítele Zdenky Rykra. Roku 1935 se oženil s Alžbětou Dubitzskou, ale po válce roku 1946 se manželé rozvedli.
Během války byl členem ilegální Výtvarnické pětky Národního revolučního výboru inteligence. V roce 1942 byl redaktorem časopisu Život (UB), roku 1944 vyšla nákladem Umělecké besedy jeho brožura Smysl moderního umění. Od roku 1994 do konce války je pracovně nasazen v závodě jemné mechaniky v Letňanech. Po válce byl krátce tajemníkem nově založeného Bloku (Syndikátu) výtvarných umělců, 1946–1948 šéfredaktorem čtvrtletníku Listy pro umění a filosofii, 1946–1949 členem výboru literárního odboru UB. Výtvarný odbor UB mu roku 1944 vydal studii Smysl výtvarného umění. Roku 1948 byl členem Státní publikační komise, 1948–1949 člen Syndikátu českých spisovatelů a tajemník umělecké rady Svazu československých výtvarných umělců.

### 1948-1968
Po komunistickém převratu roku 1948 byl označen za zastánce „úpadkového umění“ a ztratil možnost publikovat. Roku 1949 vyšel anonymně v zahraničí jeho článek Intelektuál za socialismu, který popisuje kulturní pustinu už na samém počátku vlády komunistů (A my jsme se ocitli ve světě, jaký jsme naprosto nepředvídali... Lidé nejvzácnější zmlkli.). Chalupecký přijal zaměstnání ve výstavním oddělení ÚLUK, odkud přešel do podniku Textilní tvorba a od roku 1959 byl vedoucím teoretického oddělení Ústavu bytové a oděvní kultury v Praze.Textilní umění nebylo předmětem ideologického dohledu Komunistické strany a Chalupecký mohl cestovat na výstavy do zahraničí a měl přístup ke knihám a katalogům moderního umění. Navázal řadu nových přátelství s výtvarníky mladší umělecké generace, která se vymezila proti estetickým dogmatům socialistického realismu.
V 60. letech odešel do důchodu s úmyslem věnovat se nadále umělecké kritice, ale v uvolněné atmosféře v polovině dekády se nakonec aktivně zúčastnil převratného dění v umělecké sféře. Na sjezdu SČSVU roku 1964, který odvolal bývalé dogmatické vedení, byl zvolen členem předsednictva, stal se členem Association internationale des critiques d’art. Byl předsedou redakční rady časopisu Výtvarná práce a nakladatelství Obelisk a v letech 1965–1970 komisařem Galerie Václava Špály v Praze. Pod jeho vedením se galerie stala centrem výstav českého moderního umění. Z generace, která se profilovala na přelomu 50. a 60. let, tam mnozí umělci díky Chalupeckému vystavovali vůbec poprvé. Konala se zde i první česká výstava Marcela Duchampa nebo japonské skupiny Gutai. Roku 1967 obdržel Cenu Antonína Matějčka.
Chalupecký aktivně podporoval mezinárodní kulturní styky. V 60. letech přispíval mj. do francouzského časopisu Les lettres nouveles. V roce 1966 zprostředkoval výstavu českého moderního umění Tschechoslowakische Kunst der Gegenwart v Berlíně, roku 1967 17 tsjechische kunstenaars v Haagu a roku 1968 výstavu Arte contemporanea in Cecoslovacchia, která proběhla v roce 1969 v Galleria Nazionale d'Arte Moderna e Contemporanea v Římě. Další výstava, připravovaná roku 1970 v Musée d’Art Modern de la Ville de Paris ARC, se již neuskutečnila.

### 1968-1990
Po okupaci Československa v srpnu 1968 byl postupně ze všech funkcí odvolán. Po zveřejnění článku Všechnu moc dělnickým radám (20. 2. 1969), který vznikl na samém konci 60. let a volal po zničení "tradice pasivity" a revoluci, která otevře cestu k pluralismu, měl opět zakázáno publikovat. Naposled směl vycestovat v roce 1969 jako porotce Mezinárodní výstavy moderního umění v Paříži. Pod záminkou rekonstrukce byla roku 1970 uzavřena Galerie Václava Špály.  V roce 1970 Chalupecký uskutečnil ještě dvě výstavy s názvem Konfrontace v náhradním prostoru Galerie Nova ve Voršilské ulici. Druhá výstava byla den po zahájení ukončena pod záminkou opravy topení a poté definitivně odešel do důchodu. Počátkem 70. let mohl cestovat do Moskvy, kde sledoval aktivity tamějších avantgardních umělců (Kabakov, Pivovarov, Bulatov, Steinberg aj.). Od roku 1969 spolupracoval s Galerií Schwarz v Milánu, kde představil některé české umělce (František Janoušek, 1969, Jiří Kolář, 1972, Ladislav Novák, 1974) a s Baruch Gallery v Chicagu (Jiří Balcar, 1979).
Během normalizace v 70. a 80. letech nesměl veřejně působit. Spolupracoval s Jazzovou sekcí a samizdatovými edicemi Petlice nebo Kritický sborník. Některé jeho články vycházely v 70. letech v zahraničí, např. v anglických časopisech Flash Art, Opus International nebo časopisu Studio International, kam psal pravidelné přehledy o dění na české umělecké scéně i v dalších zemích sovětského bloku. V roce 1978 byl vyzván, aby napsal kapitolu o současném umění v SSSR, Polsku a Československu pro přehled dějin umění, který vydávalo berlínské nakladatelství Ullstein. Po roce 1980 psal také pro exilové časopisy Rozmluvy (Londýn), Proměny a Cross Currents (Ann Arbor, Michigan). Udržoval kontakty s generací výtvarníků 60. let, která tvořila v soukromí bez možnosti vystavovat. Ve letech 1983–1988 se v ateliéru Petra Pavlíka pravidelně setkával s generací výtvarníků, která ukončila studia v 70. letech a rovněž se stala pro režim nepohodlnou (sochaři Jiří Beránek, Kurt Gebauer a Magdalena Jetelová a malíři Vladimír Novák, Ivan Ouhel, Michael Rittstein, Tomáš Švéda a Jaroslav E. Dvořák, vesměs zakladatelé budoucího uskupení 12/15). Roku 1987 vydalo exilové nakladatelství Arkýř v Mnichově Chalupeckého knihu Na hranicích umění. V roce 1988 se Chalupecký podílel na založení Nové skupiny – výběrového sdružení umělců, architektů a teoretiků, které se scházelo v síni pražského Hlaholu naproti Mánesu.
Po pádu komunistického režimu byl Chalupecký již vážně nemocný a odkázaný na hemodialýzu. Z iniciativy Jiřího Koláře byla koncem roku 1989 uspořádána veřejná sbírka uměleckých děl, z jejichž dražby měly být získány prostředky na zakoupení hemodialyzačního přístroje. Přístroj nakonec zakoupila Nadace Charty 77. Z darů byla uspořádána výstava Pocta Jindřichu Chalupeckému (16. – 28. ledna 1990) a obrazy se staly součástí sbírky Nadace Jana a Medy Mládkových. Jindřich Chalupecký zemřel 19. června 1990 ve věku 80 let. S manželkou Jiřínou Haukovou žili v Petrohradské (Leningradské) ulici čp. 35.
Výběr esejů Jindřicha Chalupeckého Cestou necestou 1934–1989 byl v závěru 80. let připravován k samizdatovému vydání, ale byl několikrát přepracován až do února 1990, kdy se vydání ujalo nejprve nakladatelství Odeon, které však krátce nato zaniklo. Tím se samotné vydání oddalovalo, až nakonec výběr Chalupeckého díla vyšel až roku 1999 v nakladatelství H&H.

### Ocenění
- 1967 Cena Antonína Matějčka[10]
- 1991 Řád Tomáše Garrigua Masaryka  in memoriam, III. třída (1991)

### Odkaz
V závěru života Jindřich Chalupecký souhlasil, aby jeho jménem byla udělována cena mladým výtvarníkům. Iniciátorem ceny byl Theodor Pištěk a spolu s ním i Václav Havel a Jiří Kolář. Cena Jindřicha Chalupeckého, udělovaná Společností Jindřicha Chalupeckého, je nejvýznamnějším oceněním, jaké může získat český výtvarný umělec ve věku do 35 let.
Po Jindřichu Chalupeckém a Jiřině Haukové je pojmenovaný park v Praze 10 ve Vršovicích. Je ohraničený ulicemi Ukrajinská, Vršovická a U Vršovického nádraží. Podnět k pojmenování dala tamní místostarostka Ivana Cabrnochová v roce 2014.

## Dílo
Jindřich Chalupecký byl člověk, který zná a glosuje umění zblízka, takřka zevnitř, opírá se však přitom, aniž by je příliš zdůrazňoval, o hluboké znalosti filozofické, historické i o širší souvislosti kulturní a vědní. Vedl dlouhé diskuze s umělci, básníky a spisovateli. Návštěvy jejich ateliérů a pracoven mu umožnily tvorbu sledovat z bezprostřední blízkosti. Byl zřejmě nejvlivnější osobností české teorie výtvarného umění druhé poloviny dvacátého století, člověk pevných charakterových vlastností, s vědomostním přesahem do řady oborů, který o umění psal těžko napodobitelným a dosud nepřekonaným způsobem. Sám se domníval, že smyslem práce kritika umění není zařazovat přítomnost do dějin, nýbrž nalézat slova pro to, co nejasně táhne na mysli umělcům, a tím přispívat k vytváření duchovního prostředí pro ně samotné, i pro ty, kteří se s jejich prací setkávají.

Za války, v únoru 1940, byl autorem eseje Svět, v němž žijeme, který byl na žádost Vladimíra Holana zveřejněn v Programu D 40 a později se stal jakýmsi programovým manifestem Skupiny 42. Manifest končí těmito slovy:
Umění objevuje skutečnost, vytváří skutečnost, odhaluje skutečnost, ten svět, v němž žijeme, a nás, kteří žijeme. Neboť nejen tématem, ale smyslem a záměrem umění není nic než každodenní, úděsné a slavné drama člověka a skutečnosti: drama záhady čelící zázraku. Nebude-li toho moderní umění schopno, bude zbytečné.
 Ve svém posledním článku v čtvrtletníku Listy, jehož vydávání komunistický režim zakázal roku 1948, uvažuje o poslání umělce. „Umění nemůže sloužit politickým úkolům, protože jeho posláním je být pravdivým“.
Chalupecký se zabýval především současným výtvarným uměním. Znepokojovala jej otázka vztahu moderní společnosti k výtvarnému umění i otázka vymezení a hranic současného umění, např. legitimity performance jako výtvarného díla. Tyto úvahy pak shrnul v knize Na hranicích umění. Pro mladou generaci Chalupecký představoval umlčeného mluvčího svobodného uměleckého myšlení, který ve svých úvahách zpochybňoval zdánlivé jistoty tradice umění a zároveň předával informace o aktuálním dění ve světě. Podnětná byla jeho odvaha hledat nevyzkoušené způsoby a formy výrazu, jimiž umění dokáže reagovat na vnější okolnosti i vnitřní život člověka přítomnosti. Byl důvěrně obeznámen s tvorbou umělců, které navštěvoval v ateliérech a věnoval pozornost i solitérům stojícím mimo výtvarnou scénu, jakým byl Vladimír Boudník.
Jeho kniha věnovaná Marcelu Duchampovi a nazvaná Úděl umělce – Duchampovské meditace, vyšla až posmrtně roku 1998. V ní uvažuje o dějinném mezníku, který představuje Duchampův radikální obrat od tradiční malby k jeho „ready-mades“ a přechod od dekorativní funkce uměleckého díla k dílu, které se stalo znamením. Chalupecký rozvíjí myšlenky Arthura Danta (1964) „pokládá-li se nějaký předmět za umělecký, vděčí za to nikoli prostě své podobě, nýbrž interpretaci“ a Morrise Weitze (1956), „že může existovat umělecké dílo, které by neexistovalo v podobě nějaké věci, nýbrž jenom v mysli“. Dochází až ke skeptickému konstatování, že objektivně pojmu umění, jak ho užíváme, neodpovídá nic, co by se dalo pojmově klasifikovat a „Umění“ je pravděpodobně pojmová fikce. Chalupecký vnímal roli umělecké kritiky jako schopnost interpretovat nové a neznámé. „Má-li poznat nové dílo a má-li poznat právě jeho novost, jeho původnost, jeho pravost a pravdivost, nemůže to být jinak než tím, že nechá toto dílo, aby před něj vystoupilo ve své neznámosti, aby se obrátilo na jeho nevědomost, na jeho vlastní velké nevím. Umění nepochopíme, budeme-li neznámost jeho děl redukovat tvrdošíjně na známé. Zbavíme se nebezpečí nové zkušenosti, uzavřeme se do toho, co už víme“.
„Co se nazývá avantgardou dnes, se zatím stalo oficiálním uměním; a nejenom to: chce jím být. Místo avantgardy, má-li toto slovo mít ještě nějaký smysl, může být jen v budoucnosti.“ Podle Chalupeckého „je umění mostem, který spojuje to, co je zde a nyní, s tím, co je nikde a nikdy.“
Chalupecký byl náročný sám k sobě a svou tvrdošíjností a nekompromisními soudy byl mnohým nepříjemný. Důsledně stranil objevitelským a nekonformním tvůrčím činům a dokázal rozpoznat umění, které překonalo omezení lokálního prostředí. Jeho odkazem je víra v duchovní rozměr umění, kterým se podílí na humanizaci světa. V úvaze o lidském uvědomování světa napsal „Realizovat, uchovávat a sdělovat toto vědomí je smyslem umění. Omámení a oslnění, jemuž říkáme krása, zvláštní posila, již nám umění dává, dokonce štěstí, jež při něm prožíváme, je pak nejspíše pocit, že jsme na chvíli dosáhli ve svém vědomí oné úhrnnosti jsoucna“.

### Publikace
- Smysl moderního umění, Výtvarný odbor Umělecké besedy, Praha 1944
- Veliká příležitost – poznámky k reorganisaci českého výtvarnictví, Výtvarný odbor Umělecké Besedy, 1946
- Kultura a lid, Družstvo Dílo přátel umění a knihy; Živé dokumenty. Malá řada; sv. 3., 1947
- Richard Weiner, Štorch-Marien, Aventinum, Praha 1947
- Intelektuál za socialismu, 1949
- Politická závěť Františka Halase, Frankfurt am Main 1952
- Umění dnes, Nakladatelství československých výtvarných umělců, 1966
- Tschechoslowakische Kunst der Gegenwart, Akademie der Künste, Berlin 1966
- Arte contemporanea in Cecoslovacchia, De Luca Editori ďArte, Roma 1969 (s Palma Bucarelli)
- Ladislav Novák (Il surrealismo eretico di Ladislav Novák), 64 s., Galleria Schwarz, Milano 1974
- Marcel Duchamp a osud moderního umění, 1975, samizdat
- Richard Weiner a český expresionismus. Richard Weiner a skupina Le Grand Jeu, 1979, samizdat
- Vladimir Jakovlev, (Gennadij Aigi, Jindřich Chalupecký), Borgen 1976
- O dada, surrealismu a českém umění, Jazzová sekce Praha 1977
- Cesta Jiřího Koláře, 1977, samizdat
- Podobizna umělce v moderním věku: Duchampsovské meditace, rukopis 1982 (2 díly)
- Praha 1984, Kritický sborník, 1984, samizdat
- Poezie a politika, 1984, samizdat
- Jiří Kolář, Revue K, Alfortville 1987
- Na hranicích umění, Arkýř, Mnichov 1987, ISBN 9783922810162, Prostor Praha 1990, ISBN 8085190060
- Obhajoba umění 1934-1948 (samizdat 1988), Československý spisovatel Praha 1991, ISBN 9788020203229
- František Janoušek, Odeon Praha 1991, ISBN 8020703284
- Expresionisté: Richard Weiner – Jakub Deml – Ladislav Klíma – Podivný Hašek , Torst Praha 1992, ISBN 9788085639001
- Nové umění v Čechách (samizdat 1988), nakl. H+H Jinočany 1994, ISBN 8085787814
- Tíha doby, (Stati o časových souvislostech a situacích kultury 1968-1988), Nakladatelství Votobia, Olomouc 1997, ISBN 8071981753 (brož.)
- Úděl umělce, (Duchampovské meditace), Torst, Praha 1998, ISBN 8072150502, A művész sorsa: Duchamp-meditációk, Budapest: Balassi, 2002, ISBN 9635064934
- Cestou necestou 1934–1989, ed. Trochová Z, Rous J, nakl. H+H Jinočany 1999, ISBN 8086022617
- Evropa a umění  (dokončeno 1989), Torst Praha 2005, ISBN 8072152645

### Stati vsamizdatovýchpublikacích
- Sborník Netvořice (1981)
- Už ne umění, in: Sborník památce Alberta Kutala (1984)
- Příběh Vladimíra Boudníka, in: Sborník památce Jiřího Padrty (1985)
- František Janoušek, in: Sborník památce Václava Nebeského (1986)
- Filozof Václav Navrátil: Barok a moderní umění, in: Sborník památce Václava Navrátila (1987)
- Expresionismus, dada a české umění, in: Sborník památce Olega Suse (1988)

### Stati v časopisech (výběr)
- Svět, v němž žijeme, Program D 40, 1939/40, č. 4., 8. 2. 1940, s. 88–89, repr. in: Obhajoba umění, 1991, s. 68–74; repr. in: České umění 1938–1989, 2001, s. 35–37, repr. in: Onřej Houšťava (ed.), Světy Jindřicha Chalupeckého, 2022, s. 5-10
- Dvě kapitoly k filozofii architektury, Život 18, 1942, s. 60–64
- Konec moderní doby, Listy pro umění a filozofii 1, č. 1 (1946), s. 7–23; repr. in: Obhajoba umění, 1991, s. 155–177; repr. in: Z dějin českého myšlení o literatuře 1 (1945–1948), Praha 2001, s. 364–383; repr. in: České umění 1938–1989, 2001, s. 71–81
- Kultura za okupace, Listy pro umění a filozofii 1, č. 1 (1946), s. 132–134; repr. in: Z dějin českého myšlení o literatuře 1 (1945–1948), Praha, 2001, s. 15–19
- Básník, charakter, politika, Listy pro umění a filozofii 1, č. 2 (1946), s. 298–302; repr. in: Z dějin českého myšlení o literatuře 1 (1945–1948), Praha, 2001, s. 19–25
- Poznámka o Cézannovi, Listy pro umění a filozofii 1, č. 3 (1947), s. 460–463
- Kultura a politika, Listy pro umění a filozofii 1, č. 3 (1947), s. 468–473; repr. in: Obhajoba umění, 1991, s. 178–186; repr. in: Z dějin českého myšlení o literatuře 1 (1945–1948), Praha, 2001, s. 217–224; repr. in: České umění 1938–1989, 2001, s. 82–86
- Současná filosofie a její čeští kritikové, Listy pro umění a filozofii 2, č. 2 (1948), s. 69–87
- Nové úkoly, Listy pro umění a filozofii 3, č. 1 (1948), s. 16–20; repr. in Obhajoba umění, 1991, s. 187–197; repr. in Z dějin českého myšlení o literatuře 1 (1945–1948), Prague, 2001, s. 347–356
- Za svět lidštější, Výtvarná práce 6, 1958, č. 13/14, s. 60–64
- Počátky Skupiny 42, Výtvarná práce 11, 1963, č. 19/20, s. 1, 8–9
- Byt a filozofie, Výtvarná práce 12, 1964, č. 22, s. 1, 7, č. 23, s. 6
- Co je to abstrakce, Výtvarná práce 14, 1964, č. 1, s. 1, 6.
- Umění 1967, Výtvarná práce 17, 1967, č. 10, s. 474–483
- Přítomnost člověka, Výtvarné umění 18, 1968, č. 1/2, s. 2–12
- Nezbytí svobody, Literární listy I, 28. 11. 1968, č. 4, s. 1, 3
- Všechnu moc dělnickým radám, Listy I, 20. 2. 1969, č. 7, s. 1, 3
- Happening a spol., Sešity 1969, č. 33, s. 13–16
- Tragické umění, Výtvarná práce 18, 1970, č. 10, s. 7
- Umění v našem věku, Výtvarné umění 20, 1970, č. 2, s. 65–74
- Le Surréalisme de Prague, Opus International 1971
- Osud jedné generace, Notiazario di Arte Contemporanea 1972, č. 10, s. 10–14
- Moscow Diary, Studio International 185, 1973, č. 952, s. 81–96
- Les symboles chez M. Duchamp, Opus International 1974
- Tempo Zero, Data (Milano) 1975, 18. Sept–Oct., s. 80–87
- Art in a different world, Studio International (London) 167, 1976, č. 982 (July-Aug.), s. 79–82
- L'anima dell'androgino" / "The Soul of the Androgyne, Flash Art (Milano) 1977, č. 78/79 Nov.–Dec., s. 55–57
- The Work and the Sacrifice, Flash Art (Milano) 1978, č. 80/81 Feb.–April, s. 31
- L´Europe e l´arte, Flash Art 1981
- Spellbound by Prague, Cross Currents 1982
- The Leson of Prague, Studio International 196, 1983
- No Longer Art, Art Monthly 79, 1984, Sept., s. 3–5
- Marcel Duchamp - A Re-Evaluation, Artibus et historiae 6, no. 11, 1985, p. 125-136
- Les ready-made de Duchamp et la Théorie du symbole, Artibus et historiae 7, no. 13, 1986, p. 153-163

### Překlady
- podílel se na překladech textů Heideggera, Jasperse a Sartra pro časopis Listy pro umění a filozofii[30]
- T. S. Eliot, Pustá země, překlad J. Hauková a J. Chalupecký. Praha; Stýblo; 1946

## Výstavy
- Světy Jindřicha Chalupeckého, Galerie hlavního města Prahy, Městská knihovna, 2. patro, 16. března 2022 – 19. června 2022, kurátoři: Tereza Jindrová, Karina Kottová, Tomáš Glanc, Tomáš Pospiszyl.[31]